# 肯普諾縣

51°17′N 17°59′E / 51.283°N 17.983°E
肯普諾縣（波蘭語：Powiat kępiński），是波蘭的縣份，位於該國中西部，由大波蘭省負責管轄，首府設於肯普諾，面積608平方公里，2006年人口55,335，人口密度每平方公里91人。